# Escuela Municipal y Deportiva Santillana
La Escuela Municipal y Deportiva Santillana, conocida simplemente como Santillana, es un club polideportivo de Santillana del Mar (Cantabria), con secciones de fútbol, gimnasia rítmica o kárate. La temporada 2011-12 la sección de fútbol militó en Regional Preferente, logrando el ascenso a Tercera por primera vez en su historia.

## Historia
La sección de fútbol del Santillana se fundó el año 2004 como SCD Santillana, comenzando a militar en la Primera Regional. En 2007 el club cambia su nombre a la denominación actual. La temporada 2007-08 logra el ascenso a Regional Preferente. La temporada 2010-11 se quedó a las puertas del ascenso a Tercera, pero en 2011-12 el tercer puesto alcanzado significó el salto a categoría nacional. La campaña 2012-13, en su debut en Tercera, finalizó en la 17.ª posición, perdiendo la categoría por los arrastres por descensos de equipos cántabros de superior categoría.

## Uniforme
- Primera equipación: camiseta, pantalón y medias rojas.[2]
- Segunda equipación: camiseta y medias verdes, pantalón negro.[2]

## Estadio
El Santillana disputa sus encuentros como local en el campo de fútbol Carlos Alonso González "Santillana" de Santillana del Mar, con capacidad para 3000 espectadores. Inaugurado en 2002, lleva el nombre del exfutbolista "Santillana". Su superficie es de hierba artificial.

## Historial
- Temporadas en 1.ª: 0
- Temporadas en 2.ª: 0
- Temporadas en 2.ªB: 0
- Temporadas en 3.ª: 2 (2012-13 y 2017-18)
- Temporadas en Regional Preferente: 11 (2008-09 a 2011-12, 2013-14 2016-17 y 2018-19 a 2020-21)

## Temporadas
| Temporada | Nivel | División            | Posición      | Copa del Rey |
| --------- | ----- | ------------------- | ------------- | ------------ |
| 2004/05   | 6     | Primera Regional    | 5.º           |              |
| 2005/06   | 6     | Primera Regional    | 10.º          |              |
| 2006/07   | 6     | Primera Regional    | 11.º          |              |
| 2007/08   | 6     | Primera Regional    | 3.º ascenso   |              |
| 2008/09   | 5     | Regional Preferente | 9.º           |              |
| 2009/10   | 5     | Regional Preferente | 12.º          |              |
| 2010/11   | 5     | Regional Preferente | 5.º           |              |
| 2011/12   | 5     | Regional Preferente | 3.º ascenso   |              |
| 2012/13   | 4     | Tercera División    | 17.º descenso |              |
| 2013/14   | 5     | Regional Preferente | 9.º           |              |
| 2014/15   | 5     | Regional Preferente | 5.º           |              |
| 2015/16   | 5     | Regional Preferente | 5.º           |              |
| 2016/17   | 5     | Regional Preferente | 1.º ascenso   |              |

| Temporada | Nivel | División            | Posición      | Copa del Rey |
| --------- | ----- | ------------------- | ------------- | ------------ |
| 2017/18   | 4     | Tercera División    | 19.º descenso |              |
| 2018/19   | 5     | Regional Preferente | 8.º           |              |
| 2019/20   | 5     | Regional Preferente | 14.º          |              |
| 2020/21   | 5     | Regional Preferente | 7.º descenso  |              |
| 2021/22   | 6     | Primera Regional    | 1.º ascenso   |              |
| 2022/23   | 5     | Regional Preferente | 14.º          |              |
| 2023/24   | 5     | Regional Preferente | 11.º          |              |

## Filial
El Santillana cuenta desde 2011 con un equipo filial, el EMD Santillana "B", que milita en Segunda Regional.
Temporadas del Santillana B:
- 2011-12: Segunda Regional (15.º)
- 2012-13: Segunda Regional (9.º)
- 2015-16: Segunda Regional (2.º)  ascenso
- 2016-17: Primera Regional (12.º)
- 2017-18: Primera Regional (14.º)
- 2018-19: Primera Regional (14.º)
- 2019-20: Primera Regional (17.º)
- 2020-21: Primera Regional (6.º)